# Championnat du Pakistan de football 2006-2007
Navigation
Édition précédente Édition suivante
La saison 2006-2007 du Championnat du Pakistan de football est la troisième édition de la National Premier League, le championnat de première division national pakistanais. Les équipes engagées sont regroupées au sein d'une poule unique où elles affrontent deux fois leurs adversaires, à domicile et à l'extérieur. En fin de saison, les deux derniers du classement sont relégués et remplacés par les deux meilleures équipes de deuxième division.
C'est le club de Pakistan Army, tenant du titre, qui remporte à nouveau la compétition cette saison après avoir terminé en tête du classement, avec cinq points d'avance sur un duo composé du WAPDA FC et du Khan Research Laboratories FC. C'est le quatrième titre de champion du Pakistan de l'histoire du club.
Le club de Pakistan Telecommunication Company Limited est dissous avant le début de la saison. La fédération décide finalement d'étendre le championnat à 14 équipes à partir de la saison prochaine. Ce choix permet à Habib Bank Limited FC d'éviter la relégation.

## Participants
- Pakistan Army
- WAPDA FC
- Khan Research Laboratories FC
- Karachi Port Trust FC
- Pakistan Telecommunication Company Limited
- Pakistan Navy FC
- Habib Bank Limited FC
- National Bank of Pakistan
- Afghan FC
- Wohaib Club
- KESC FC - Promu de D2
- Pakistan Railways FC - Promu de D2

## Compétition

### Classement
Le classement est établi sur le barème de points classique : victoire à 3 points, match nul à 1, défaite à 0.
| Rang | Équipe                                               | Pts | J  | G  | N | P  | Bp | Bc | Diff |
| ---- | ---------------------------------------------------- | --- | -- | -- | - | -- | -- | -- | ---- |
| 1    | Pakistan ArmyT                                       | 49  | 20 | 15 | 4 | 1  | 27 | 3  | +24  |
| 2    | WAPDA FC                                             | 44  | 20 | 13 | 5 | 2  | 41 | 40 | +1   |
| 3    | Khan Research Laboratories FC                        | 44  | 20 | 13 | 5 | 2  | 26 | 12 | +14  |
| 4    | Karachi Port Trust FC                                | 28  | 20 | 7  | 7 | 6  | 28 | 29 | -1   |
| 5    | National Bank of Pakistan                            | 27  | 20 | 7  | 6 | 7  | 24 | 28 | -4   |
| 6    | KESC FCP                                             | 24  | 20 | 6  | 6 | 8  | 23 | 25 | -2   |
| 7    | Pakistan Navy FC                                     | 23  | 20 | 6  | 5 | 9  | 19 | 21 | -2   |
| 8    | Pakistan Railways FCP                                | 19  | 20 | 4  | 7 | 9  | 18 | 32 | -14  |
| 9    | Afghan FC                                            | 17  | 20 | 4  | 5 | 11 | 17 | 27 | -10  |
| 10   | Wohaib Club                                          | 13  | 20 | 3  | 4 | 13 | 10 | 33 | -23  |
| 11   | Habib Bank Limited FC                                | 12  | 20 | 2  | 6 | 12 | 11 | 24 | -13  |
| 12   | Pakistan Telecommunication Company Limited (dissous) |     |    |    |   |    |    |    |      |

|  | Qualification pour la Coupe du président de l'AFC 2007 |
|  | Club dissous en début de saison                        |
|  | T : Tenant du titre P : Promu de deuxième division     |

## Bilan de la saison
| Championnat du Pakistan de football 2006-2007                        |                                                      |
| Champion                                                             | Pakistan Army (4e titre)                             |
| Coupes et trophées                                                   |                                                      |
| Vainqueur de la Coupe du Pakistan 2006-2007                          | Non disputée                                         |
| Qualifications continentales                                         |                                                      |
| Coupe du président de l'AFC 2007                                     | Pakistan Army                                        |
| Promotions et relégations                                            |                                                      |
| Promus en Championnat du Pakistan de football                        | Pakistan Television FC                               |
| Promus en Championnat du Pakistan de football                        | PIA FC                                               |
| Promus en Championnat du Pakistan de football                        | Punjab Medical College FC                            |
| Relégués en Championnat du Pakistan de football de deuxième division | Pakistan Telecommunication Company Limited (dissous) |